# Dawid (obraz Domenica Fettiego)
Dawid – obraz włoskiego malarza baroku Domenica Fettiego.
Obraz do weneckiej galerii dell’Accademia trafił w 1838 roku z kolekcji rodziny Contarinich. Jego temat był podejmowany przez Fettiego wielokrotnie. dwie najbardziej znane wersje znajdują się obecnie w muzeum w Dreźnie i w kolekcji Viezzoli w Genui.

Twórczość Fettiego rozwijała się pod wpływem dzieł Borgianniego i Caravaggia. Według Paola Micheliniego Fetti łączył w swoich dziełach 

...świat Caravaggia ze światem weneckim – w dziełach w których swobodne światło, coraz bardziej ruchliwe i niespokojne, wyzwala potężną caravaggiowską materię chromatyczną aż do osiągnięcia pełni'

Przedstawiona postać Dawida została, tradycyjnie dla malarza, ujęta w stroju epoki i daleko jest mu od postaci mitologicznej. Światło pada na bogato haftowany kaftan oraz kapelusz zdobiony piórami. Osobny strumień wydobywa z ciemności rękojeść miecza. W wizerunku młodzieńca można doszukać się inspiracji rubensowskich.